# Görbicz Anita
Görbicz Anita (becenevén Görbe) (Veszprém, 1983. május 13. –) 233-szoros válogatott magyar kézilabdázó, a Győri Audi ETO játékosa és a nemzeti csapat irányító-balszélsője volt. Győrben a legnagyobb sikere az öt EHF Bajnokok Ligája-győzelem, a válogatottal a legjobb eredménye a 2003-ban szerzett világbajnoki ezüstérem. A világ legjobb női kézilabda-játékosának választották 2005-ben. A válogatottban 2017-ben, míg klubcsapatában 2021-ben vonult vissza. Tiszteletére a válogatottban és Győrben is egyaránt a 13-as mezszámát visszavonultatták, sőt Győrben még egy szektort is elneveztek róla. Jelenleg ő a Győri Audi ETO KC elnöke.

## Pályafutása
Tíz évesen kezdett kézilabdázni Győrben, a Balázs Béla ÁMK-ban. Tizenhét éves korától játszik folyamatosan az élvonalban. Éppen átlépte a hivatalos felnőttkor küszöbét, amikor Pigniczki Krisztina, a Dunaferr NK csapatához igazolt, és ezután ő lett a Győri Audi ETO KC irányítója.
Válogatottként 2001-ben junior világbajnoki ezüstérmet szerzett, 2002-ben került be a felnőtt válogatott keretébe. A decemberi Európa-bajnokságon ötödik helyezést ért el a csapattal. 2003-ban a világbajnoki ezüstérmet szerzett válogatott tagja volt. Beválasztották a vb All-Star csapatába. A 2004-es olimpián az 5. helyig, az Eb-n bronzéremig jutott a csapattal.
2005-ben az ETO-val bajnoki címet és kupagyőzelmet szerzett, és az az EHF-kupagyőztesek Európa-kupájában a döntőig jutott. A válogatottal a világbajnokságon bronzérmes lett és a vb All-Star csapatába is bekerült. Az éves teljesítményének elismeréseként az IHF szavazásán 2005-ben a világ legjobb női kézilabdázójának választották. Az eredményt 23. születésnapja után két nappal jelentették be.
2006-ban Görbicz vezérletével az ETO megvédte mindkét címét (bajnokság, kupa), a KEK-ben pedig a döntőig jutottak. A válogatottal az Eb-n ezúttal az 5. helyig jutott. 2007-ben a győri csapat bejutott a BL-elődöntőjébe, ahol azonban a dán Slagelse FH megállította őket. A magyar kupát ismét elhódította az ETO, de a bajnokságban másodikok lettek a Ferencváros mögött. 2007-ben „Anita arcai” címmel Ágai Kis András és Liszkay Gábor Levente könyve jelent meg Görbicz Anitáról.
A 2007-es világbajnokságon a válogatottal a nyolcadik helyen zárt. Azonban a 80 szerzett gólja és kiemelkedő játéka elismeréseképp 2003 és 2005 után ismét a vb All-Star csapatába választották.
2008 és 2012 között az ETO-val minden évben megnyerte a bajnokságot és a magyar kupát. Nemzetközi szinten a BL-ben 2008-ban, 2010-ben és 2011-ben az elődöntőig jutott. 2009-ben a győriekkel BL-döntős volt, ahol a dán Viborg ellen egy góllal maradtak alul. A döntőben Görbicz sérülése miatt nem játszhatott.
2007 és 2010 között a válogatottbeli legjobb eredménye a 2008-as olimpiai negyedik hely volt. A 2009-es vb-n 9., 2010-es Eb-n csak 10. lett a válogatott, a 2011-es vb-re pedig nem jutottak ki.
2012 februárjában újabb ötéves szerződést kötött az ETO-val. Klubcsapatával 2009 után újra BL-döntős volt, azonban ismét nem sikerült a végső győzelem. Ezúttal a Budućnost Podgorica csak idegenben lőtt több góllal nyert. Görbicz lett a sorozat gólkirálya, azonban az ezért járó díjat szomorúan vette át. Az év végén a válogatottal bronzérmes lett az Eb-n.
2013-ban végül teljesült egyik álma, a győri csapattal BL-győzelmet szerzett. A Bajnokok ligája történetének első Final Fourjában 2014-ben Görbicz a döntőig vezette csapatát, ahol a ŽRK Budućnost Podgorica csapatát verték magabiztosan. A döntőben Görbicz volt csapata legeredményesebb játékosa, 7 gólt is szerzett, ezzel a győri csapat megvédte BL-címét. Az idény All-Star csapatába is bekerült, mint legjobb irányító, valamint pályafutása során másodszor lett a BL gólkirálya.
2015. november 27-én - 205. mérkőzésén a nemzeti csapatban - az Ukrajna elleni találkozó 56. percében Anita megszerezte 1000. válogatottbeli gólját.
2017 februárjában bejelentették, hogy a szezon végén lejáró szerződését két évvel meghosszabbítja a győri csapattal. A szezon végén pályafutása harmadik BL-címét ünnepelhette, miután a döntőben legeredményesebb győriként 7 gólt szerezve a ŽRK Vardar csapatát legyőzték.
A győri csapat edzője, Ambros Martín a 2017–2018-as szezontól elsősorban balszélső játékosként számít Görbicz Anitára, míg a válogatottban továbbra is irányító pozícióban szerepelt.
2017. december 10-én, miután a magyar válogatott a világbajnokságon kiesett a nyolcaddöntőben, bejelentette, hogy visszavonul a válogatottságtól.
2018. március 22-én, a Győrben rendezett Magyarország-Hollandia Európa-bajnoki selejtező előtt búcsúztatták hivatalosan a válogatottól. 13-as mezszámát visszavonultatták.
2020. október 11-én, az Odense elleni hazai Bajnokok Ligája-találkozón megszerezte pályafutása 1000. gólját a sorozatban.
2021. június 4-én, a Mosonmagyaróvár ellen játszotta utolsó mérkőzését a Győrben, amely a találkozót követően visszavonultatta 13-as mezszámát.
2021. július 1-től a Győri Audi ETO sportigazgatójának nevezik ki. 2022. április 5-én a Győri Audi ETO elnökének választották.

## Díjai, elismerései

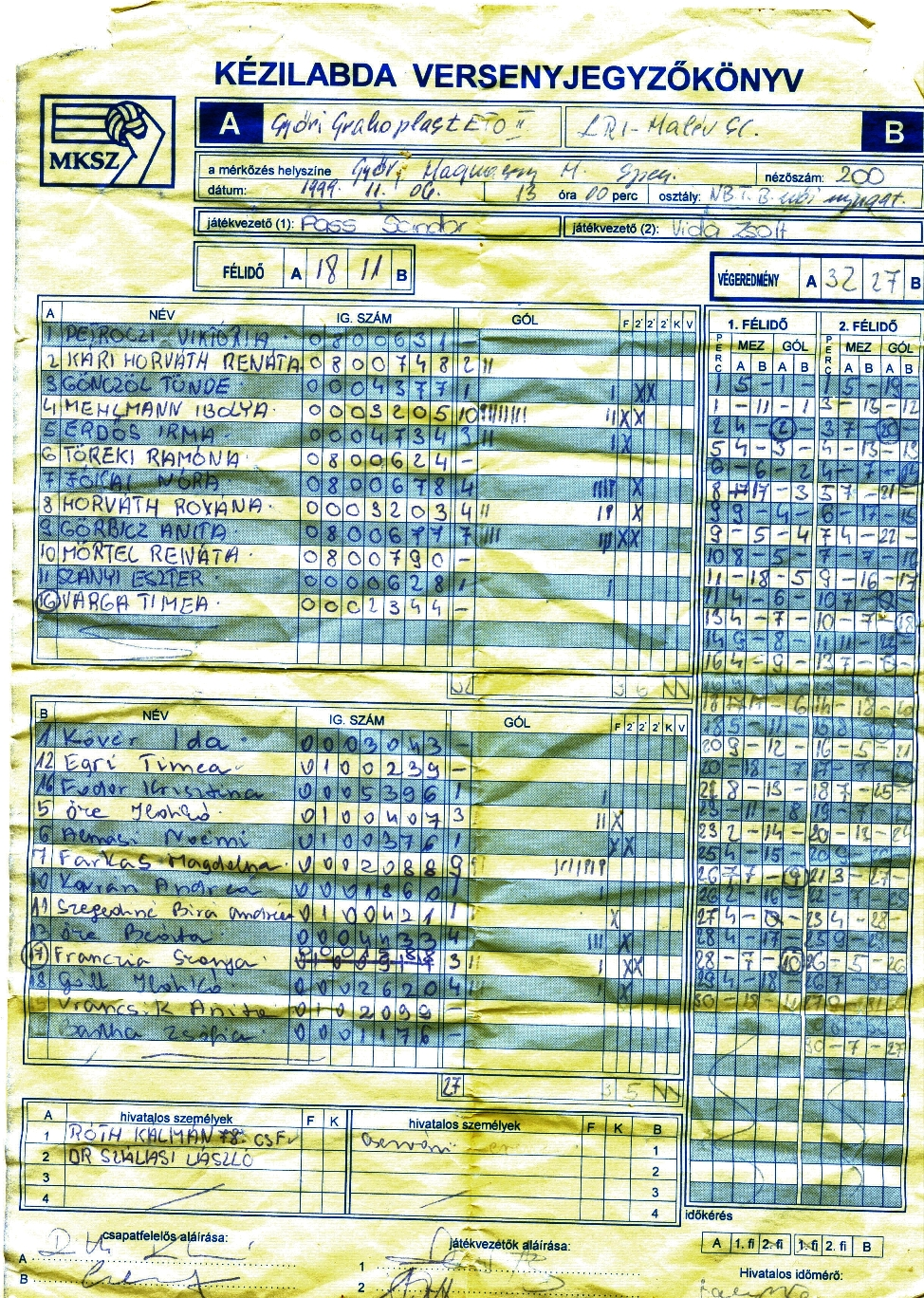
Győri Graboplast ETO II.-LRI-Malév SC. mérkőzés jegyzőkönyve

### A válogatottal
- Világbajnokság:
  - Ezüstérmes (2003)
  - Bronzérmes (2005)
- Európa-bajnokság:
  - Bronzérmes (2004, 2012)
- Olimpia:
  - 4. hely (2008)
  - 5. hely (2004)
- Junior világbajnokság:
  - Ezüstérmes (2001)

### Klubcsapattal
- Magyar bajnokság:
  - győztes (2005, 2006, 2008, 2009, 2010, 2011, 2012, 2013, 2014, 2016, 2017, 2018, 2019)
  - ezüstérmes (2000, 2004, 2007, 2015, 2021)
  - bronzérmes (1999, 2001, 2002, 2003)
- Magyar kupa:
  - győztes (2005, 2006, 2007, 2008, 2009, 2010, 2011, 2012, 2013, 2014, 2015, 2016, 2018, 2019, 2021)
  - döntős (2000, 2002, 2004)
- EHF-bajnokok ligája:
  - győztes (2013, 2014, 2017, 2018, 2019)
  - döntős (2009, 2012, 2016)
  - elődöntős (2007, 2008, 2010, 2011, 2021)
- EHF-kupagyőztesek Európa-kupája:
  - döntős (2006)
  - elődöntős (2003)
- EHF-kupa:
  - döntős (2002, 2004, 2005)

### Egyéni
- A világbajnokság All Star csapatának tagja (2003, 2005, 2007, 2013)
- Az év magyar kézilabdázója (2005, 2006, 2007, 2013, 2014, 2017[24])
- A világ legjobb kézilabdázónője (2005)
- Második a világ legjobb kézilabdázónője választáson (2007)[25]
- BL-gólkirálynő (2012, 2014)
- Junior Prima díj (2008)
- Magyar Köztársasági Ezüst Érdemkereszt (2008)
- Prima díj (2009)
- Pro Urbe-díj (Győr, 2020)[26]
- Győr Megyei Jogú Város díszpolgára (2020. március 15.)[27]
- Csík Ferenc-díj (2021)[28]
- Győr-Moson-Sopron megye díszpolgára (2021)[29]

## Magánélete
2006-ban Présing András labdarúgóval kötött házasságot, akitől 17 hónap után elvált. 2014 októberében bejelentette, hogy gyermeket vár. Párja Vincze Ottó, labdarúgó. Gyermeke 2015. június 8-án született.